# جا دستمالی
جا دستمالی (انگلیسی: Napkin holder) ابزاری است که برای نگه داشتن دستمال به کار می‌رود.  یک جا دستمالی را می‌توان تقریباً از هر ماده جامدی ساخته و به گونه ای ساخته شده است که دستمال ها از محل نگهدارنده آن لیز نخورند. دسته‌های جا دستمال از نظر قیمت و سبک متفاوت هستند، از طرح های چوبی گرفته تا سبک های آهنی یا سرامیکی و بسیاری موارد دیگر.  یکی از تکرارهای نگهدارنده دستمال، که بیشتر به عنوان توزیع کننده دستمال شناخته می شود، با طراحی خود قابلیت های بیشتری را ارائه می‌دهد: دستمال های تا شده در یک محفظه فلزی محکم قرار گرفته‌اند و به کاربران این امکان را می‌دهند که هر بار که دست به ظرف می زنند، یک دستمال را بازیابی کنند. این دستگاه خاص معمولاً در رستوران‌ها، غذاخوری‌ها و سایر غذاخوری‌های عمومی یافت می‌شود، در حالی که نمونه ساده‌تر آن، یعنی نگهدارنده، برای خانواده‌ها و کلاس‌های درس رایج است.